# Championnat de Roumanie de football 1979-1980
Navigation
Saison précédente Saison suivante
La saison 1979-1980 du Championnat de Roumanie de football était la 62e édition de la première division roumaine. Le championnat rassemble les 18 meilleures équipes du pays au sein d'une poule unique, où chaque club rencontre tous ses adversaires 2 fois, à domicile et à l'extérieur.
C'est le club d'Universitatea Craiova qui termine en tête du championnat et remporte le 2e titre de champion de Roumanie de son histoire.

## Les 18 clubs participants
| - Dinamo Bucarest - FCM Galați - Promu de Divizia B - FC Baia Mare - Steaua Bucarest - ASA Târgu Mureș - Sportul Studențesc Bucarest - Chimia Râmnicu Vâlcea - Universitatea Craiova - Politehnica Iași | - Universitatea Cluj - Promu de Divizia B - FC Argeș Pitești - FC Olt Scornicești - Promu de Divizia B - SC Bacău - Olimpia Satu Mare - FCM Târgoviște - SC Jiul Petroșani - Politehnica Timișoara - FC Gloria Buzău |

## Compétition

### Classement
Le classement est établi en utilisant le barème suivant :
- Victoire : 2 points
- Match nul : 1 point
- Défaite, forfait ou abandon : 0 point

| Rang | Équipe                      | Pts | J  | G  | N  | P  | Bp | Bc | Diff |
| ---- | --------------------------- | --- | -- | -- | -- | -- | -- | -- | ---- |
| 1    | Universitatea Craiova       | 44  | 34 | 17 | 10 | 7  | 66 | 31 | +35  |
| 2    | Steaua Bucarest             | 44  | 34 | 17 | 10 | 7  | 74 | 44 | +30  |
| 3    | FC Argeș Pitești (T)        | 39  | 34 | 16 | 7  | 11 | 51 | 38 | +13  |
| 4    | FC Baia Mare                | 39  | 34 | 18 | 3  | 13 | 57 | 51 | +6   |
| 5    | Dinamo Bucarest             | 37  | 34 | 14 | 9  | 11 | 50 | 37 | +13  |
| 6    | Sportul Studențesc Bucarest | 37  | 34 | 16 | 5  | 13 | 44 | 34 | +10  |
| 7    | SC Bacău                    | 35  | 34 | 12 | 11 | 11 | 40 | 47 | -7   |
| 8    | Politehnica Iași            | 34  | 34 | 16 | 2  | 16 | 47 | 45 | +2   |
| 9    | Chimia Râmnicu Vâlcea       | 34  | 34 | 14 | 6  | 14 | 42 | 49 | -7   |
| 10   | Politehnica Timișoara (C)   | 33  | 34 | 15 | 3  | 16 | 47 | 50 | -3   |
| 11   | SC Jiul Petroșani           | 33  | 34 | 12 | 9  | 13 | 26 | 39 | -13  |
| 12   | Universitatea Cluj (P)      | 32  | 34 | 14 | 4  | 16 | 44 | 43 | +1   |
| 13   | FC Olt Scornicești (P)      | 32  | 34 | 14 | 4  | 16 | 46 | 55 | -9   |
| 14   | FCM Galați (P)              | 32  | 34 | 12 | 8  | 14 | 50 | 61 | -11  |
| 15   | ASA Târgu Mureș             | 31  | 34 | 13 | 5  | 16 | 45 | 46 | -1   |
| 16   | FCM Târgoviște              | 31  | 34 | 12 | 7  | 15 | 48 | 53 | -5   |
| 17   | Olimpia Satu Mare           | 30  | 34 | 11 | 8  | 15 | 35 | 50 | -15  |
| 18   | FC Gloria Buzău             | 15  | 34 | 4  | 7  | 23 | 22 | 61 | -39  |

|  | Qualifié pour la Coupe des clubs champions 1980-1981 |
|  | Qualifié pour la Coupe des Coupes 1980-1981          |
|  | Qualifié pour la Coupe UEFA 1980-1981                |
|  | Relégation en Divizia B                              |

## Bilan de la saison
| Tableau d'Honneur                   |                       |
| Compétition                         | Vainqueur             |
| Championnat de Roumanie de football | Universitatea Craiova |
| Coupe de Roumanie de football       | Politehnica Timișoara |

| Qualifications européennes          |                                  |
| Compétition                         | Qualifié                         |
| Coupe des clubs champions 1980-1981 | Universitatea Craiova            |
| Coupe des Coupes 1980-1981          | Politehnica Timișoara            |
| Coupe UEFA 1980-1981                | Steaua Bucarest FC Argeș Pitești |

| Promotions et relégations |                                                       |
| Promus en Divizia A       | FC Brasov FC Corvinul Hunedoara FC Progresul Bucarest |
| Relégués en Divizia B     | FCM Târgoviște Olimpia Satu Mare FC Gloria Buzău      |